# Jintung
Jintung is een bestuurslaag in het regentschap Kebumen van de provincie Midden-Java, Indonesië. Jintung telt 2225 inwoners (volkstelling 2010).